# Svenska Margaretaförsamlingen
Svenska Margaretaförsamlingen i Oslo  var fram till 2015 namnet på Svenska kyrkans utlandsförsamling i Norge. Numera heter församlingen Svenska kyrkan i Norge.
Församlingen utgörs av Svenska kyrkans medlemmar i hela Norge och är ett i Norge registrerat trus- och lissynssamfunn. 
2012 registrerades 19 950 medlemmar och samfundet utgjorde därmed det fjärde största kristna trossamfundet i Norge efter, i storleksordning, Norska kyrkan, Katolska kyrkan och Pingstkyrkan.
Sedan 2012 finns regelbunden församlingsverksamhet, förutom i Oslo, i Trondheim, Bergen och Stavanger.

## Kyrkoherdar
| Ämbetstid | Namn                | Levnadstid | Övrigt |
| --------- | ------------------- | ---------- | ------ |
| 2013–2016 | Per Anders Sandgren | 1966–      | [ 2 ]  |

### Komministrar
| Ämbetstid | Namn          | Levnadstid | Övrigt |
| --------- | ------------- | ---------- | ------ |
| 2014–2016 | Anna Runesson | 1970–      | [ 2 ]  |